# ジョン・クンドラ
ジョン・アルバート・クンドラ（John Albert Kundla, 1916年7月3日 - 2017年7月23日）は、アメリカ合衆国の元バスケットボール指導者。ミネアポリス・レイカーズを5度のNBA制覇に導き、1995年に殿堂入りした。

## 経歴
ペンシルベニア州スタージャンクション出身で、5歳のときミネアポリスに移住した。両親はスロベニアからの移民である。ミネソタ大学バスケットボール部でスター選手として活躍し、卒業後は高校のコーチを務めた。第2次世界大戦では海軍の戦車揚陸艦部隊の一員として出撃した。終戦後、セント・トーマス大学でヘッドコーチの職についた。
1947年、NBLに加盟するプロ球団デトロイト・ジェムズがミネアポリスに移転してミネアポリス・レイカーズと改称し、新ヘッドコーチとしてクンドラを招聘した。同年ジョージ・マイカンを獲得したレイカーズは強豪となり、1年目の1947-48シーズンに早くもリーグ制覇を果たした。シーズン終了後、レイカーズはNBLを離れBAA（1949年NBAに改称）に移籍した。
クンドラ率いるレイカーズはNBAでも強豪の座を譲らず、加入1年目の1948-49シーズンにファイナルでワシントン・キャピトルズを破って初優勝。翌1949-50シーズンもシラキュース・ナショナルズを退けて2連覇を達成した。1950-51シーズンはディビジョン決勝でロチェスター・ロイヤルズに敗れたが、翌1951-52シーズンを皮切りにNBA史上初となる3連覇を成し遂げた。当時のレイカーズはマイカン、ジム・ポラード、ヴァーン・ミッケルセンのビッグ3を筆頭に豪華戦力を擁し、6年間で5度の優勝と圧倒的な強さを誇ったことからリーグ最初の王朝と評価されている。
1954年にマイカンが引退するとチームは衰退の途を辿り、1955-56シーズンはクンドラ就任後初の負け越しを喫した。1957年、クンドラはマイカンにヘッドコーチを譲ってフロントに異動したが、成績低迷のためシーズン半ばで再任した（最終的に19勝53敗に終り、キャリアで唯一プレーオフを逃した）。1958年にドラフト1位でエルジン・ベイラーを指名し、1958-59シーズンは5年ぶりにファイナル進出を果たしたが、ボストン・セルティックスにストレートで敗れた。シーズン終了後、クンドラはヘッドコーチ職を退いた。
NBAでの戦績は、11シーズンで423勝302敗（勝率.583）であった。5度以上のNBA制覇を達成したヘッドコーチは史上5人しかおらず、レイカーズに限ればクンドラとフィル・ジャクソンの2人のみである。
NBAを離れた後、1959年から1968年まで母校ミネソタ大学のヘッドコーチを務め、110勝105敗（勝率.512）の戦績を残したがNCAAトーナメント進出はならなかった。退任後は同校の体育学教授を1981年まで務めた。
1995年、コーチ部門で殿堂入り。翌1996年、NBA史上最高のコーチ10人に選出された。
ミネソタ州ミネアポリスで101歳の誕生日の20日後の2017年7月23日に死去。

## コーチ戦績

### BAA/NBA
| Team    | Season | Regular season | Regular season | Regular season | Regular season | Playoffs | Playoffs | Playoffs | Playoffs               | Playoffs |
| Team    | Season | G              | W              | L              | W-L%           | G        | W        | L        | W-L%                   | Results  |
| ------- | ------ | -------------- | -------------- | -------------- | -------------- | -------- | -------- | -------- | ---------------------- | -------- |
| MNL     |        |                |                |                |                |          |          |          |                        |          |
| 1948–49 | 60     | 44             | 16             | .733           | 10             | 8        | 2        | .800     | BAAチャンピオン        |          |
| 1949–50 | 68     | 51             | 17             | .750           | 12             | 10       | 2        | .833     | NBAチャンピオン        |          |
| 1950–51 | 68     | 44             | 24             | .647           | 7              | 3        | 4        | .429     | ディビジョン決勝敗退   |          |
| 1951–52 | 66     | 40             | 26             | .606           | 13             | 9        | 4        | .692     | NBAチャンピオン        |          |
| 1952–53 | 70     | 48             | 22             | .686           | 12             | 9        | 3        | .750     | NBAチャンピオン        |          |
| 1953–54 | 72     | 46             | 26             | .639           | 13             | 9        | 4        | .692     | NBAチャンピオン        |          |
| 1954–55 | 72     | 40             | 32             | .556           | 7              | 3        | 4        | .429     | ディビジョン決勝敗退   |          |
| 1955–56 | 72     | 33             | 39             | .458           | 3              | 1        | 2        | .333     | ディビジョン準決勝敗退 |          |
| 1956–57 | 72     | 34             | 38             | .472           | 5              | 2        | 3        | .400     | ディビジョン決勝敗退   |          |
| 1957–58 | 33     | 10             | 23             | .303           | —              | —        | —        | —        | —                      |          |
| 1958–59 | 72     | 33             | 39             | .458           | 13             | 6        | 7        | .462     | NBAファイナル敗退      |          |
| Career  | Career | 725            | 423            | 302            | .583           | 95       | 60       | 35       | .632                   |          |